# Đài quan sát Núi lửa Hawaii

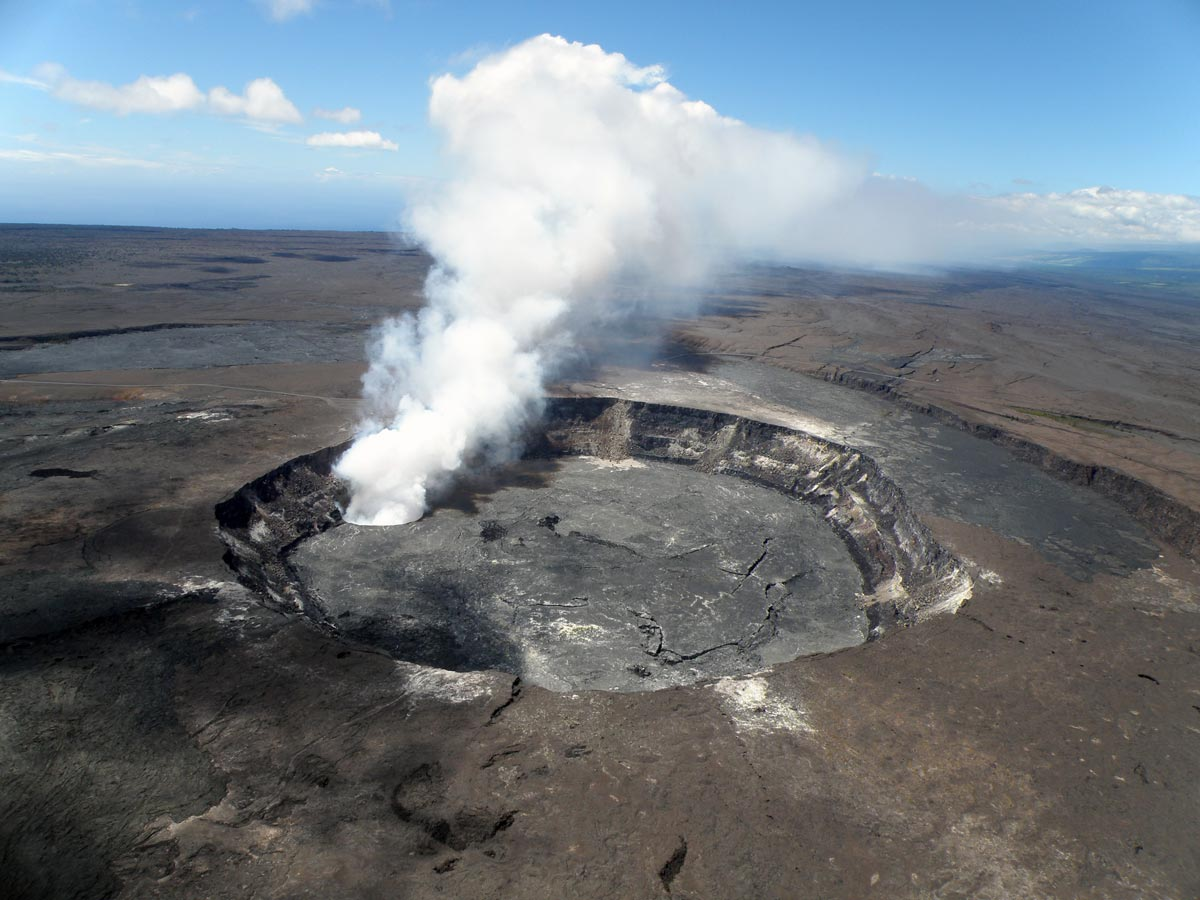
Đài quan sát nhìn từ trên cao

Đài quan sát Núi lửa Hawaii (HVO, Hawaiian Volcano Observatory) là đài quan sát núi lửa nằm ở Uwekahuna Bluff trên rìa của Kilaelau Caldera trên Đảo Hawai'i.
Đài quan sát giám sát bốn núi lửa Hawaii hoạt động: Kīlauea, Mauna Loa, Hualālai và Haleakalā. Vì Kīlauea và Mauna Loa hoạt động mạnh hơn nhiều so với Hualālai và Haleakalā, nhiều nghiên cứu của đài quan sát tập trung vào hai ngọn núi này. Đài quan sát có uy tín trên toàn thế giới như là đài chủ đạo trong nghiên cứu về núi lửa đang hoạt động. Do bản chất phun trào núi lửa Hawaii không gây nổ, các nhà khoa học có thể nghiên cứu các vụ phun trào gần đây mà không gặp nguy hiểm. Nằm ở khu vực chính là bảo tàng Thomas A. Jaggar.

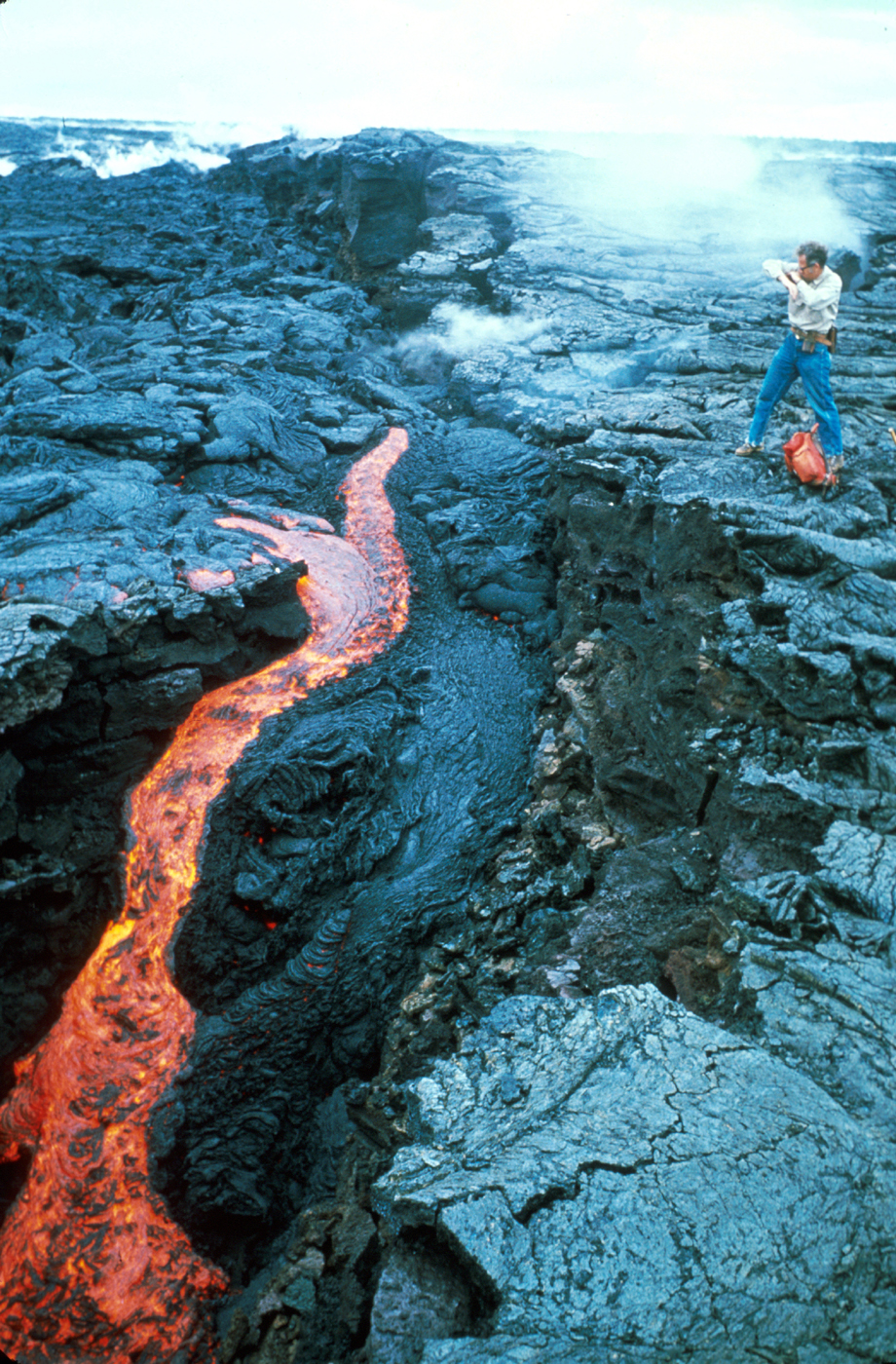
Thu thập mẫu ở Kilauea, 1972
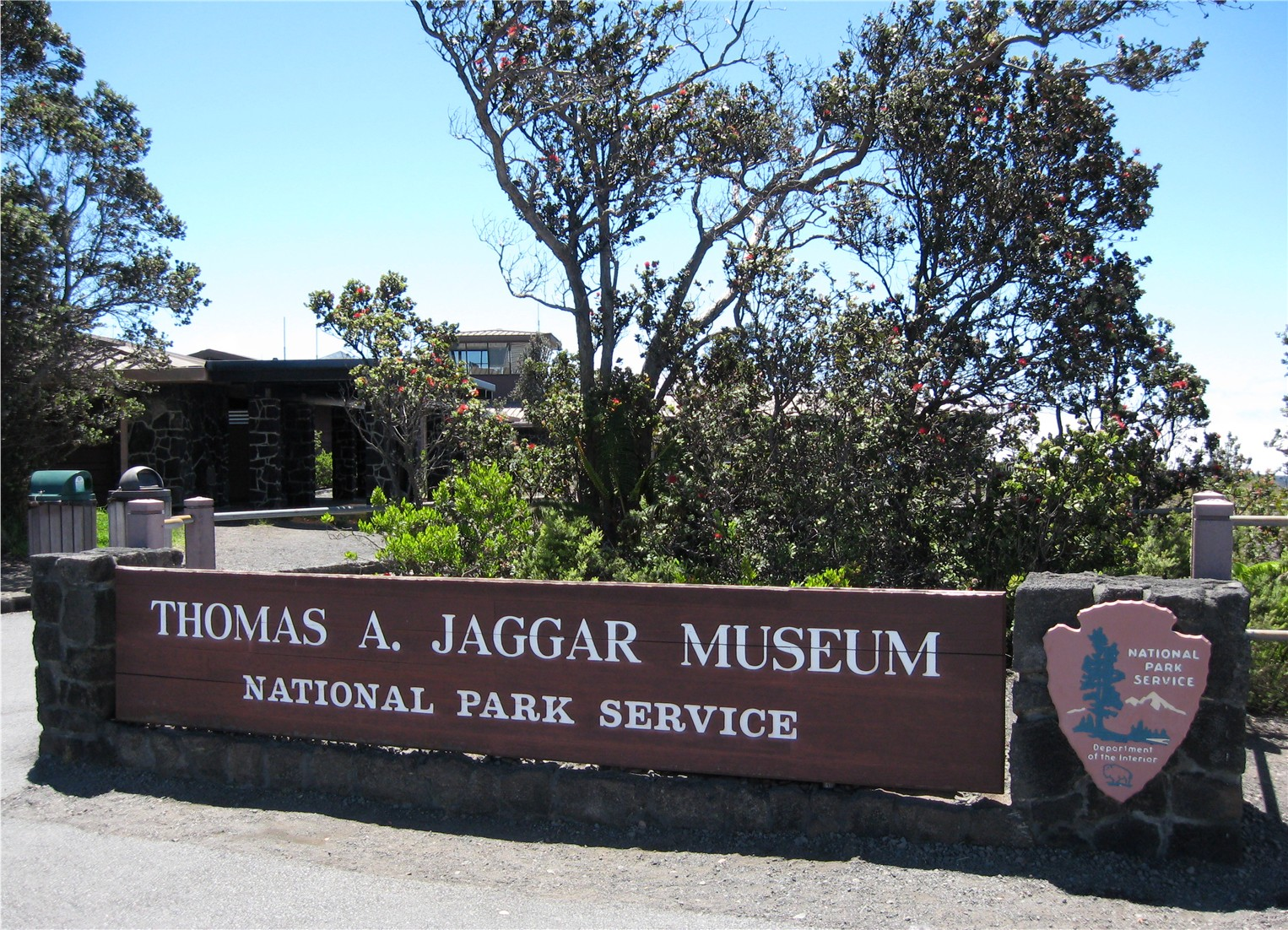
Bảo tàng Thomas A. Jaggar